# Aristolochia warmingii
Aristolochia warmingii är en piprankeväxtart som beskrevs av Maxwell Tylden Masters. Aristolochia warmingii ingår i släktet piprankor, och familjen piprankeväxter. Inga underarter finns listade i Catalogue of Life.